# Rodnykiwka (obwód czerkaski)
Rodnykiwka (ukr. Родниківка, hist. pol. Wójtówka) – wieś na Ukrainie, w obwodzie czerkaskim, w rejonie humańskim, w hromadzie Pałanka. W 2001 liczyła 3385 mieszkańców, wśród których 3252 wskazało jako ojczysty język ukraiński, 118 rosyjski, 2 mołdawski, 5 białoruski, 3 ormiański, 4 romski, a 1 inny.